# Jean Servais Stas

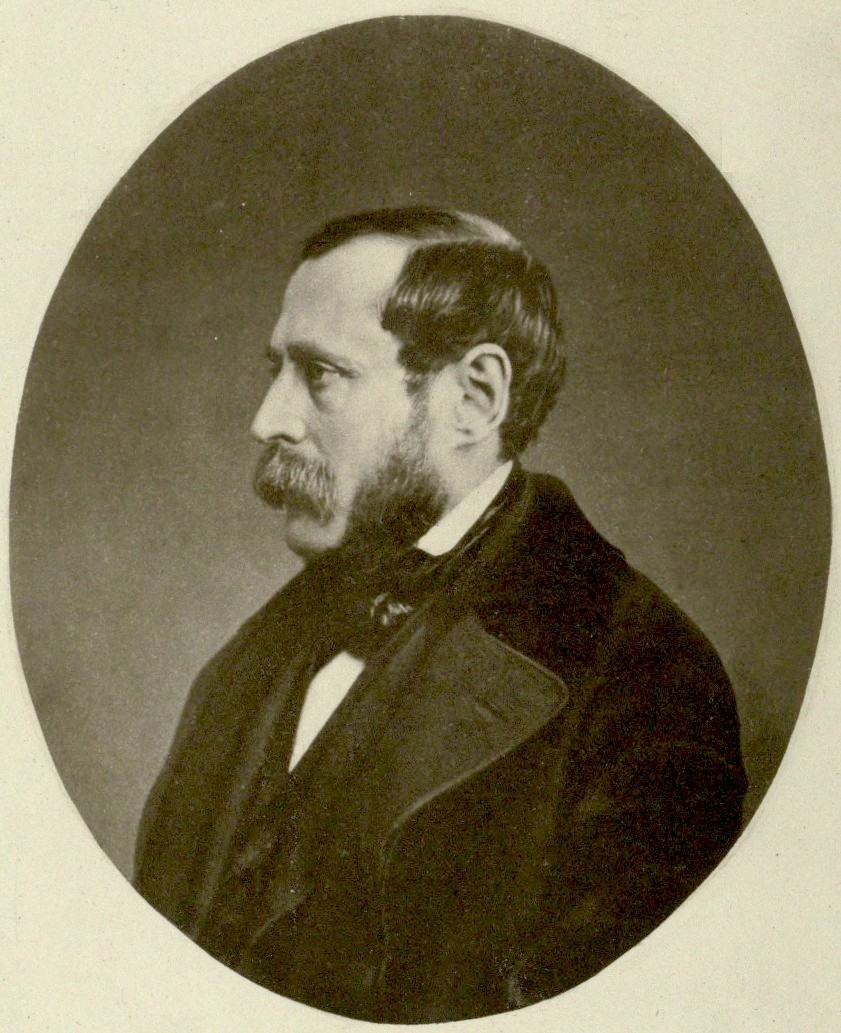
Jean Servais Stas.

Jean Servais Stas, född 21 augusti 1813 i Leuven, död 13 december 1891 i Bryssel, var en belgisk kemist.
Stas studerade medicin i Gent och blev sedan professor vid militärakademien i Bryssel. Sedan 1841 var han ledamot av Belgiska akademien. Han började sin vetenskapliga bana med undersökningar inom den organiska kemins område, bland annat angående floridzin och acetol. Han studerade också solljusets natur. 
År 1841 utförde han tillsammans med Jean-Baptiste Dumas på dennes laboratorium ett arbete om kolets atomvikt jämförd med syrets. Jöns Jacob Berzelius hade funnit förhållandet 76,2 till 100. Stas och Dumas fann 75:100, d.v.s. 3:4. Detta enkla förhållande föranledde Stas att tro på den av William Prout uppställda hypotesen, att grundämnena var uppbyggda av något urgrundämne, troligen väte. Berzelius yttrade sig tvivlande om denna hypotes och även om Stas resultat, men dessa bekräftades genom nya undersökningar av Stas 1842-45. Han fastställde sedermera för att pröva sagda hypotes, med en dittills ouppnådd noggrannhet, atomvikterna för kväve, klor, svavel, kalium, natrium, bly och silver (1860). Hans slutresultat blev emellertid kullstörtande för Prouts hypotes. Jean Charles Galissard de Marignac återupptog emellertid Claude Louis Berthollets gamla åsikt, att de kemiska ämnena ej har konstant sammansättning. Denna vederlades i ett nytt grundligt arbete av Stas 1865.
Stas blev genom dessa arbeten sin tids främste analytiske kemist och erhöll därför av Royal Society Davymedaljen 1885. Han utförde också viktiga arbeten inom den tekniska kemin och rättskemin (påvisande av alkaloider i animala substanser). Stas Œuvres complètes utgavs 1894 i tre band. Han invaldes som utländsk ledamot i svenska Vetenskapsakademien 1889.